# 張紘
張紘（ちょうこう）
- 中国後漢末期の官吏。本項で解説する。
- 中国明の武官。嘉靖35年（1556年）、倭寇が黄浦を犯した際に戦死した。（世宗紀）

張 紘（ちょう こう）は、中国後漢末期の政治家、学者。字は子綱。徐州広陵郡射陽県の人。子は張靖・張玄。孫は張尚。孫策・孫権に仕えた。『三国志』呉志に伝がある。

## 生涯
若い頃、都に出て学問を修めた。その後、故郷に戻り、太守の趙昱から孝廉に挙げられ、茂才に推挙された。三公の役所から招聘を受けたが出仕しなかった。
戦乱を避けて江東に移住した。後に孫策が挙兵したとき、初めて仕官した。孫策は上奏して正議校尉に任命した。孫策の丹陽討伐に従軍し、このときに孫策が陣頭で指揮を執ろうとしたため、「総大将たる者が最前線に立つべきではない」と諌めた。
張昭や同郷の秦松・陳端と共に、孫策の参謀として仕えた。張昭と張紘のうち、どちらかが随行するときは、必ずもう一人が留守を守ったという（『呉書』）。呂布が徐州牧となると、張紘を茂才に推挙して呼び寄せようとしたが、張紘は呂布を嫌悪しており、また孫策も張紘を引き留めたいと思っていたため、孫策が代わって呂布に断りの手紙を書いて送ったという（『呉書』）。
建安4年（199年）、孫策の命で許都に使者として赴いた時、曹操から侍御史の位を与えられ、留まるよう要請された。その時期に孔融達と親しく交際した。孫策の死後、その隙を突いて曹操が攻めようとした時、「他人の喪に付け込むべきではない。孫権に恩義を施すべきです。」と主張した。曹操はその言葉を聞き出陣を取り止め、孫権に討虜将軍の地位と会稽太守の職を与えた。曹操はまた、孫権を自分の傘下に収めようと考えていたため、張紘を使者として孫権の元に送った。孫権は自らの下に戻った張紘を会稽東部都尉に任じた。
以降、孫権に厚く信頼され、常に「東部」との尊称で呼ばれた（『江表伝』）。また、張昭と共に計略や外交の任務に当たった（『呉書』）。孫権の母の呉夫人からも孫権のことを託され（『呉書』）、孫権の日常的な振る舞いについても諫言をし、その行状を改めさせた。
文章作成の能力に長けていたため、文書の起草や史書の記録に携わり、詩や賦といった文学作品も多く残した。陳琳にも賞賛されている（『呉書』）。
恩人である故郷の太守趙昱はすでに笮融により殺害されていたが、当時張紘には力がなく、笮融を討てないまま悲憤するしかすべがなかった。このため会稽東部都尉に任じられた後は役人を派遣し、趙昱の故郷の琅邪国の相の臧覇に依頼して、趙家の縁戚の子に祭祀を継がせるよう取り計らった。
孫権は江夏に遠征した際、張紘を都に呼び寄せて留守を任せ、都尉としての仕事もこなさせた。その働きに対し、孔融は手紙を送り功績を称えた。孫権が、張紘の留守役としての功績を称し褒賞を与えようとしたが、張紘は固辞した。
孫権が合肥に出兵したとき、長史に任命され従軍した。孫権が軽装騎兵のみを率いて前線に立とうとしたため、これを戒めた。また、合肥から帰還した翌年にも出兵しようとしたため、再び戒めた。
孫権に呉郡から秣陵（後の建業）へ遷都するよう進言したため、建安16年（211年）に遷都が実施された（「呉主伝」）。張紘は呉郡に、孫権の家族を迎えに行く任務を与えられたが、呉郡へ向かう途中で病に罹り、間もなく死去した。60歳であった。死の直前、子の張靖に孫権への遺書を託した。その手紙を読んだ孫権は涙を流したという。
小説『三国志演義』では、張昭と共に「江東の二張」と称される在野の賢人として登場する。先に仕えていた張昭の説得で、孫策に仕えている。